# Bambusa multiplex var. Alphonse Karr
Bambusa multiplex 'Alphonse Karr', és un Bambú tropical mitjà, originari de la Xina, naturalitzat a Europa.

## Característiques
Cespitos. canyes fines d'1 a 2,5 de diàmetre, grogues estriades de verd. Port graciós.

## Exigències
Evitar els racons freds a l'hivern. En apartament, necessita llum.

## Utilitzacions
Test, jardinera, planta d'apartament, petita tanca o element aïllat.

## Ús
Decoratiu a causa del seu port però també per les seves canyes estriades.